# OFC Champions League 2014/15
De OFC Champions League 2014/15 (kortweg O-League genoemd) was de veertiende editie van dit voetbaltoernooi (inclusief de vijf edities van de OFC Club Championship) dat door de Oceanische voetbalbond OFC wordt georganiseerd. Het toernooi begon op 9 oktober 2014 met de eerste wedstrijden in de voorronde eindigde met de finale op 26 april 2015.
Aan het toernooi namen vijftien clubs uit elf lidstaten van de OFC deel. Net als de vorige editie namen uit Nieuw-Zeeland, Fiji, Tahiti en Vanuatu twee clubs deel. De Nieuw-Zeelandse club Auckland City FC wist zijn titel te prolongeren door in de finale Team Wellington na penalty's te verslaan. Auckland City mag daarom de OFC vertegenwoordigen op het Wereldkampioenschap voetbal voor clubs in december 2015.
Beide finalisten mogen tevens deelnemen aan de OFC President's Cup, waarnaast de beide OFC-clubs ook twee vertegenwoordigers van de AFC en twee andere gastteams deelnemen. Dit toernooi staat van 9 tot 17 november 2015 op de kalender.

## Kalender
| Fase                           | Fase          | Data             |
| ------------------------------ | ------------- | ---------------- |
| Voorronde (Gastland: Samoa)    | Speeldag 1    | 7 oktober 2014   |
| Voorronde (Gastland: Samoa)    | Speeldag 2    | 9 oktober 2014   |
| Voorronde (Gastland: Samoa)    | Speeldag 3    | 11 oktober 2014  |
| Groepsfase (Gastland: Fiji)    | Speeldag 1    | 11-12 april 2015 |
| Groepsfase (Gastland: Fiji)    | Speeldag 2    | 14-15 april 2015 |
| Groepsfase (Gastland: Fiji)    | Speeldag 3    | 17-18 april 2015 |
| Knock-outfase (Gastland: Fiji) | Halve finales | 21 april 2015    |
| Knock-outfase (Gastland: Fiji) | Finale        | 26 april 2015    |

## Voorronde
In de voorronde speelden vier teams in Apia, Samoa tegen elkaar in een halve competitie, de winnaar plaatste zich voor de groepsfase.
| Datum   | Tijd (UTC+14) | Team               | Score | Team               |
| ------- | ------------- | ------------------ | ----- | ------------------ |
| 7 okt.  | 16:30         | SKBC FC            | 1 - 1 | Puaikura FC        |
| 7 okt.  | 19:00         | Lotoha'apai United | 0 - 1 | Lupe ole Sola      |
| 9 okt.  | 16:30         | SKBC FC            | 1 - 4 | Lotoha'apai United |
| 9 okt.  | 19:00         | Lupe ole Sola      | 3 - 2 | Puaikura FC        |
| 11 okt. | 15:00         | Puaikura FC        | 1 - 0 | Lotoha'apai United |
| 11 okt. | 17:30         | Lupe ole Sola      | 6 - 0 | SKBC FC            |

| Nr. | Club               | Wedstrijden | Wedstrijden | Wedstrijden | Wedstrijden | Doelpunten | Doelpunten | Doelpunten | Punten |
| --- | ------------------ | ----------- | ----------- | ----------- | ----------- | ---------- | ---------- | ---------- | ------ |
| Nr. | Club               | G           | W           | G           | V           | V          | T          | Saldo      | Punten |
| 1   | Lupe ole Soaga     | 3           | 3           | 0           | 0           | 10         | 2          | +8         | 9      |
| 2   | Puaikura FC        | 3           | 1           | 1           | 1           | 4          | 4          | 0          | 4      |
| 3   | Lotoha'apai United | 3           | 1           | 0           | 2           | 4          | 3          | +1         | 3      |
| 4   | SKBC FC            | 3           | 0           | 1           | 2           | 2          | 11         | -9         | 1      |

## Groepsfase
De groepsfase wordt in april 2015 in zijn geheel in Fiji gespeeld in de plaatsen Ba en Suva. Er wordt gespeeld in drie groepen van vier team waarbij de voetbalbonden van Fiji, Nieuw-Zeeland, Tahiti en Vanuatu met twee teams deelnemen. Clubs uit hetzelfde land konden niet in dezelfde groep worden geloot. De loting vond plaats op 5 december 2014 in Auckland.
| Pot 1                                    | Pot 2                                         | Pot 3                                  | Pot 4                                                              |
| ---------------------------------------- | --------------------------------------------- | -------------------------------------- | ------------------------------------------------------------------ |
| - Auckland City FC - AS Pirae - Tafea FC | - Ba FA - Team Wellington - Western United FC | - Gaïtcha FCN - AS Tefana - Amicale FC | - Suva FC - PRK Hekari United - Lupe ole Soaga (winnaar voorronde) |

Het speelschema werd op 4 februari 2015 bevestigd. De drie groepswinnaars plus de beste nummer-2 plaatsen zich voor de halve finale.

### Groep A
| Datum   | Tijd (UTC+12) | Team           | Score | Team           |
| ------- | ------------- | -------------- | ----- | -------------- |
| 11 apr. | 16:30         | AS Pirae       | 3 – 3 | Lupe ole Soaga |
| 11 apr. | 19:00         | Ba FA          | 3 – 0 | Gaïtcha FCN    |
| 14 apr. | 16:30         | Lupe ole Soaga | 1 – 3 | Ba FA          |
| 14 apr. | 19:00         | Gaïtcha FCN    | 5 – 2 | AS Pirae       |
| 18 apr. | 16:30         | Gaïtcha FCN    | 8 – 1 | Lupe ole Soaga |
| 18 apr. | 19:00         | AS Pirae       | 0 – 2 | Ba FA          |

| Nr. | Club           | Wedstrijden | Wedstrijden | Wedstrijden | Wedstrijden | Doelpunten | Doelpunten | Doelpunten | Punten |
| --- | -------------- | ----------- | ----------- | ----------- | ----------- | ---------- | ---------- | ---------- | ------ |
| Nr. | Club           | G           | W           | G           | V           | V          | T          | Saldo      | Punten |
| 1   | Ba FA          | 3           | 3           | 0           | 0           | 8          | 1          | +7         | 9      |
| 2   | Gaïtcha FCN    | 3           | 2           | 0           | 1           | 13         | 6          | +7         | 6      |
| 3   | AS Pirae       | 3           | 0           | 1           | 2           | 5          | 10         | -5         | 1      |
| 4   | Lupe ole Soaga | 3           | 0           | 1           | 2           | 5          | 14         | -9         | 1      |

### Groep B
| Datum   | Tijd (UTC+12) | Team              | Score | Team              |
| ------- | ------------- | ----------------- | ----- | ----------------- |
| 11 apr. | 16:30         | Auckland City FC  | 3 – 0 | Suva FC           |
| 11 apr. | 19:00         | Western United FC | 0 – 1 | Amicale FC        |
| 14 apr. | 16:30         | Auckland City FC  | 3 – 0 | Western United FC |
| 14 apr. | 19:00         | Amicale FC        | 3 – 2 | Suva FC           |
| 18 apr. | 16:30         | Suva FC           | 3 – 1 | Western United FC |
| 18 apr. | 19:00         | Amicale FC        | 0 – 3 | Auckland City FC  |

| Nr. | Club              | Wedstrijden | Wedstrijden | Wedstrijden | Wedstrijden | Doelpunten | Doelpunten | Doelpunten | Punten |
| --- | ----------------- | ----------- | ----------- | ----------- | ----------- | ---------- | ---------- | ---------- | ------ |
| Nr. | Club              | G           | W           | G           | V           | V          | T          | Saldo      | Punten |
| 1   | Auckland City FC  | 3           | 3           | 0           | 0           | 9          | 0          | +9         | 9      |
| 2   | Amicale FC        | 3           | 2           | 0           | 1           | 4          | 5          | -1         | 6      |
| 3   | Suva FC           | 3           | 1           | 0           | 2           | 5          | 7          | -2         | 3      |
| 4   | Western United FC | 3           | 0           | 0           | 3           | 1          | 7          | -6         | 0      |

### Groep C
| Datum   | Tijd (UTC+12) | Team              | Score | Team              |
| ------- | ------------- | ----------------- | ----- | ----------------- |
| 12 apr. | 16:30         | Tafea FC          | 2 – 3 | PRK Hekari United |
| 12 apr. | 19:00         | Team Wellington   | 2 – 1 | AS Tefana         |
| 15 apr. | 16:30         | PRK Hekari United | 0 – 2 | Team Wellington   |
| 15 apr. | 19:00         | AS Tefana         | 1 – 1 | Tafea FC          |
| 17 apr. | 16:00         | AS Tefana         | 2 – 3 | PRK Hekari United |
| 17 apr. | 19:00         | Tafea FC          | 2 – 3 | Team Wellington   |

| Nr. | Club              | Wedstrijden | Wedstrijden | Wedstrijden | Wedstrijden | Doelpunten | Doelpunten | Doelpunten | Punten |
| --- | ----------------- | ----------- | ----------- | ----------- | ----------- | ---------- | ---------- | ---------- | ------ |
| Nr. | Club              | G           | W           | G           | V           | V          | T          | Saldo      | Punten |
| 1   | Team Wellington   | 3           | 3           | 0           | 0           | 7          | 3          | +4         | 9      |
| 2   | PRK Hekari United | 3           | 2           | 0           | 1           | 6          | 6          | 0          | 6      |
| 3   | Tafea FC          | 3           | 0           | 1           | 2           | 5          | 7          | -2         | 1      |
| 4   | AS Tefana         | 3           | 0           | 1           | 2           | 4          | 6          | -2         | 1      |

### Klassement tweede plaatsen
| Team              | AW | W | G | V | DV | DT | DS | Pnt |
| ----------------- | -- | - | - | - | -- | -- | -- | --- |
| Gaïtcha FCN       | 3  | 2 | 0 | 1 | 13 | 6  | +7 | 6   |
| PRK Hekari United | 3  | 2 | 0 | 1 | 6  | 6  | 0  | 6   |
| Amicale FC        | 3  | 2 | 0 | 1 | 4  | 5  | -1 | 6   |

## Halve finale
|                            |             |         |                  |                                                        |
| 21 april 2015 15:30 UTC+12 | Gaïtcha FCN | 0 – 1   | Auckland City FC | National Stadium, Suva Scheidsrechter: Ravitesh Behari |
| 21 april 2015 15:30 UTC+12 |             | Verslag | 72' Đorđević     | National Stadium, Suva Scheidsrechter: Ravitesh Behari |

|                            |       |         |                  |                                                       |
| 21 april 2015 19:00 UTC+12 | Ba FA | 0 – 2   | Team Wellington  | National Stadium, Suva Scheidsrechter: Norbert Hauata |
| 21 april 2015 19:00 UTC+12 |       | Verslag | 11', 16' Gwyther | National Stadium, Suva Scheidsrechter: Norbert Hauata |

## Finale
|                            |                                      |            |                                        |                                                       |
| 26 april 2015 19:00 UTC+12 | Auckland City FC                     | 1 – 1 (nv) | Team Wellington                        | National Stadium, Suva Scheidsrechter: Norbert Hauata |
| 26 april 2015 19:00 UTC+12 | Moreira 14' (pen.)                   | Verslag    | 79' Hogg                               | National Stadium, Suva Scheidsrechter: Norbert Hauata |
| 26 april 2015 19:00 UTC+12 | Strafschoppen                        |            |                                        | National Stadium, Suva Scheidsrechter: Norbert Hauata |
| 26 april 2015 19:00 UTC+12 | Đorđević Berlanga McGeorge Brown Kim | 4 – 3      | Feneridis Coralles Peverly Gulley Hogg | National Stadium, Suva Scheidsrechter: Norbert Hauata |

OFC Club Championship: 1987 · 1999 · 2001 · 2005 · 2006 

OFC Champions League: 2007 · 2007/08 · 2008/09 · 2009/10 · 2010/11 · 2011/12 · 2012/13 · 2013/14 · 2014/15 · 2016 · 2017 · 2018 · 2019 · 2020 · 2021 · 2022 · 2023